# Circondario dell'Holstein Orientale
Il circondario dell'Holstein Orientale (in tedesco Kreis Ostholstein) è un circondario dello Schleswig-Holstein, in Germania. È delimitato, da sud-ovest e in senso orario, dai circondari di Stormarn, Segeberg e Plön, dal Mar Baltico e la città di Lubecca.

## Storia
Il circondario è stato istituito nel 1970 dalla fusione degli ex circondari di Eutin e Oldenburg. Questi ex circondari hanno storie diverse.
Eutin è stato governato da Lubecca. Nel 1803 divenne un'exclave del Ducato di Oldenburg (non ha nulla a che fare con la Holsteinian città di Oldenburg).
La regione di Oldenburg è stata una parte del ducato di Holstein. Nel 1864 divenne Holstein e subordinato alla Prussia, che subito dopo ha istituito il distretto di Oldenburg.

## Geografia fisica
Il circondario è costituito dalla penisola di Wagrien tra la baia di Lubecca e la Baia di Kiel, l'isola di Fehmarn, la parte orientale della regione chiamata Holsteinische Schweiz (Holsatian Svizzera) e la periferia settentrionale di Lubecca.
L'Holsteinische Schweiz è una zona ricca di laghi e colline, ed è situata parzialmente con l'adiacente circondario di Plön. Il Bungsberg, anche se alto solo 168 m, è la massima altura nello Schleswig-Holstein. L'isola di Fehmarn è la terza isola più grande della Germania. Dal 1963 si è collegata alla terraferma da un ponte sospeso chiamato Fehmarnsundbrücke ed entro il 2018 sarà collegata alla Danimarca tramite il ponte ferro-stradale Femern Bælt-forbindelsen fra i centri di Puttgaden e Rødby.

## Stemma
Lo stemma visualizza:
- una croce con le braccia del Vescovado di Lubecca; questo vescovado è stato istituito fin dal 1535
- una torre della città di Oldenburg in Holstein

## Musei
- Museo Storico in Heiligenhafen
- Ostholsteinmuseum in Neustadt in Holstein
- Ostholsteinmuseum in Eutin
- Museo Oldenburg in Holstein

## Geografia antropica

### Suddivisioni amministrative

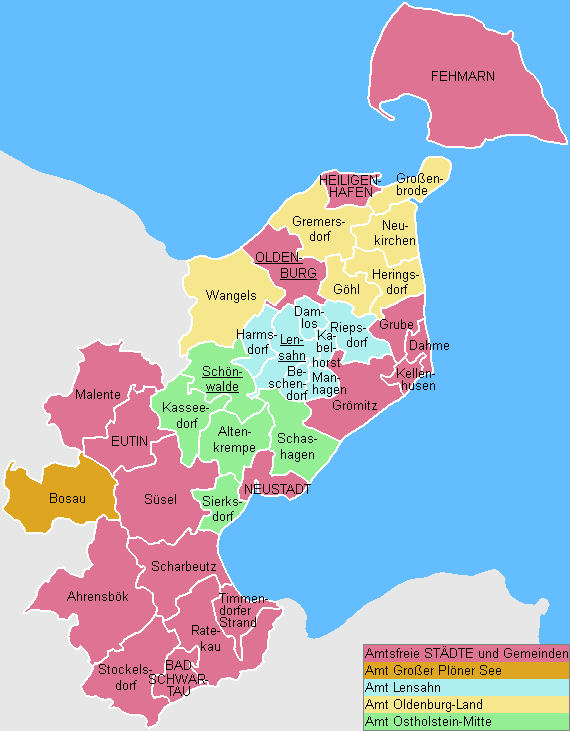

(Tra parentesi i dati della popolazione al 31 dicembre 2021)
Città indipendenti - Municipalità indipendenti
1. Ahrensbök (8 333)
2. Bad Schwartau, città (20 264)
3. Dahme (1 183)
4. Eutin, città (16 948)
5. Fehmarn, città (12 971)
6. Grömitz (7 205)
7. Grube (1 048)
8. Heiligenhafen, città (9 283)
9. Kellenhusen (1 197)
10. Malente (10 851)
11. Neustadt in Holstein, città (15 288)
12. Oldenburg in Holstein, città (9 881)
13. Ratekau (15 166)
14. Scharbeutz (11 580)
15. Stockelsdorf (17 079)
16. Timmendorfer Strand (8 595)

| Comuni (Suddivisi negli Ämter) | Comuni (Suddivisi negli Ämter) |
| ------------------------------ | ------------------------------ |
| * = Capoluogo dell'amt         |                                |

| - 1. Lensahn 1. Beschendorf (542) 2. Damlos (620) 3. Harmsdorf (624) 4. Kabelhorst (415) 5. Lensahn* (5 012) 6. Manhagen (371) 7. Riepsdorf (912) | - 2. Oldenburg-Land [Capoluogo: Oldenburg in Holstein] 1. Göhl (1 118) 2. Gremersdorf (1 530) 3. Großenbrode (2 204) 4. Heringsdorf (1 135) 5. Neukirchen (1 185) 6. Wangels (2 224) | - 3. Ostholstein-Mitte 1. Kasseedorf (1 457) 2. Schashagen (2 038) 3. Schönwalde am Bungsberg* (2 558) 4. Sierksdorf (1 574) |

Il comune di Bosau (3 409 ab.) appartiene all'amt Großer Plöner See, nel circondario di Plön.